# Шевченко Віктор Володимирович
Шевченко Віктор Володимирович — радянський український композитор.

## Біографічні відомості
Народився 16 липня 1936 р. в Донецьку. Навчався у Київській консерваторії (1958—1969, клас Б. Лятошинського, А. Штогаренка).

## Фільмографія
Автор музики до фільмів і мультфільмів:
- «Розповіді про Дімку» (1969)
- «Рим, 17...» (1972)
- «В бій ідуть тільки „старики“» (1973)
- «Коли людина посміхнулась» (1973, у співавт.)
- «Корабель закоханих» (1973)
- «Мишеня, яке хотіло бути схожим на людину» (1973, мультфільм)
- «Кіт Базиліо і мишеня Пік» (1974, мультфільм)
- «Козлик та ослик» (1976, мультфільм)
- «Люди на землі» (1977)
- «Страх» (1980, у співавт.) та ін.